# Tramlijn Princenhage - Wernhout
De tramlijn Princenhage - Wernhout was een tramlijn in Noord-Brabant. Vanaf de Princenhage liep de lijn via Rijsbergen en Zundert naar de Belgische grens bij Wernhout.

## Geschiedenis
Op 24 juli 1890 werd de lijn geopend door de Zuid-Nederlandsche Stoomtramweg-Maatschappij. In Princenhage was er aansluitingen op de tramlijn Breda - Oudenbosch en in Wernhout naar Antwerpen. Na de wijziging in spoorbreedte van 1067mm naar 1000mm rond 1920 van het Antwerpse net reden er geen doorgaande trams meer.
Vanaf 22 mei 1937 wordt het reizigersvervoer gestaakt, op 11 januari 1937 wordt ook het goederenvervoer stilgelegd en de lijn opgebroken.

## Restanten
Van de lijn is weinig meer terug te vinden, daar het tracé voor het grootste gedeelte de N263 volgde.